# Nannocharax fasciatus
Nannocharax fasciatus är en fiskart som beskrevs av Günther, 1867. Nannocharax fasciatus ingår i släktet Nannocharax och familjen Distichodontidae. IUCN kategoriserar arten globalt som livskraftig. Inga underarter finns listade i Catalogue of Life.